# Níkos Kounenákis
Nikólaos Kounenákis (en grec moderne : Νικόλαος Κουνενάκης) est un footballeur et entraîneur greco-sud-africain  né le 3 février 1978 à Port Elizabeth en Afrique du Sud.

## Carrière d'entraîneur
Après sa carrière de joueur, Kounenákis passe ses diplômes d’entraîneur.
Le 3 février 2004, il est officiellement nommé entraîneur-adjoint de l'Impact de Montréal. Il rejoint alors Mauro Biello pour seconder l’entraîneur-chef Frank Klopas.